# ريتا غراندي
ريتا غراندي (بالإيطالية: Rita Grande)‏ مواليد 23 مارس 1975 في نابولي، هي لاعبة كرة مضرب إيطالية سابقة بدأت مسيرتها كمحترفة سنة 1990 وكانت تلعب باليد اليمنى، اعتزلت اللعب في 2005. أعلى تصنيف لها في الفردي كان المركز الـ 24 في سنة 2001. أعلى تصنيف لها في الزوجي كان المركز الـ 26 في سنة 2001. سبق أن شاركت في دورة الألعاب الأولمبية الصيفية.

## روابط خارجية
- ريتا غراندي على موقع رابطة محترفات التنس (الإنجليزية)
- ريتا غراندي على موقع الاتحاد الدولي لكرة المضرب (الإنجليزية)
- ريتا غراندي على موقع كأس بيلي جين كينغ (الإنجليزية)
- ريتا غراندي على موقع خلاصة التنس.كوم (الإنجليزية)
- ريتا غراندي على موقع أوليمبيديا (الإنجليزية)